# Das Pop
Das Pop est un groupe belge de rock, originaire de Gand, en Région flamande.

## Historique
Das Pop est formé en 1994 par Reinhard Vanbergen, Niek Meul, Lieven Moors et Bent Van Looy. Le nom d'origine de la formation était Things to Come. Das Pop se fait connaitre avec l'album I Love (I♥). Leur musique est un mélange de pop rock et de musique électronique.
En 1998, le groupe remporte le Humo's Rock Rally (nl), ce qui marque le début de sa notoriété internationale.
Le 23 mai 2006, le groupe produit un nouveau morceau, Tired  (disponible sur leur site officiel), qui sonne beaucoup plus rock que les précédents.
Leur troisième album (et le premier pour le marché anglais), produit par David Dewaele de Soulwax et intitulé Das Pop, initialement annoncé pour 2006, est sorti le 6 avril 2009 sur Ugly Truth records, précédé du single Underground qui, lui, sera  utilisé en tant qu'accompagnement musical pour Le Petit Journal de Yann Barthès durant la saison 2009-2010 du Grand Journal.
Leur quatrième album, The Game, sort en 2011.
Le 24 novembre 2012, Van Looy annonce un pause pour le groupe. Leur dernier concert se fait le 20 décembre à Eeklo.

## Discographie
| Album            | Meilleure position | Semaines |
| ---------------- | ------------------ | -------- |
| I Love.          | 16                 | 5        |
| The Human Thing. | 6                  | 8        |
| Das Pop.         | 7                  | 43       |
| The Game.        | 13                 | 25       |